# Municipio de Lyon (condado de Dickinson)
El municipio de Lyon (en inglés: Lyon Township) es un municipio ubicado en el condado de Dickinson en el estado estadounidense de Kansas. En el año 2010 tenía una población de 243 habitantes y una densidad poblacional de 2,8 personas por km².

## Geografía
El municipio de Lyon se encuentra ubicado en las coordenadas 38°38′57″N 96°59′17″O / 38.64917, -96.98806. Según la Oficina del Censo de los Estados Unidos, el municipio tiene una superficie total de 86.81 km², de la cual 84,24 km² corresponden a tierra firme y (2,97 %) 2,57 km² es agua.

## Demografía
Según el censo de 2010, había 243 personas residiendo en el municipio de Lyon. La densidad de población era de 2,8 hab./km². De los 243 habitantes, el municipio de Lyon estaba compuesto por el 97,12 % blancos, el 1,23 % eran amerindios, el 0,41 % eran asiáticos, el 0,82 % eran de otras razas y el 0,41 % eran de una mezcla de razas. Del total de la población el 4,53 % eran hispanos o latinos de cualquier raza.